# Vier Frauen und ein Todesfall
Vier Frauen und ein Todesfall és una sèrie policíaca rodada a l'Àustria rural. Es va emetre per primera vegada a ORF 1 el 2005. A Suïssa, la sèrie s'emet al canal públic SRF 1 i a RTL Crime. La sèrie també s'ha emès doblada en francès al canal Arte i a altres països, com Eslovènia, Bòsnia i Hercegovina, Bulgària, Dinamarca, Itàlia (al canal Paramount), Ucraïna i Rússia.

## Fons i trama
Aquesta sèrie no es tracta d’un thriller policial clàssic, sinó d’una comèdia policial caracteritzada pel típic humor (Schmäh) i pel dialecte austríac rural. L'equip Uli Brée & Rupert Henning va ser el responsable de tots els guions des del principi. La idea prové de Wolf Haas i Annemarie Mitterhofer, que en foren els autors originals.
Les heroïnes sempre apareixen a l'escena del crim, posant en dubte la naturalesa accidental de l'esdeveniment. El quartet conspiratiu s’endinsa en la investigació amb el major plaer i passió i, en última instància, resol cadascuna d’aquestes morts, encara que amb mètodes d’investigació peculiars i força inusuals, deixant en ridícul la incompetent comissaria del poble.
Cada investigació comença sempre amb la frase „I glaub’ ned, dass des a Unfoi woar!“, (en alemany estàndard: "Ich glaube nicht, dass das ein Unfall war!"; en català: "No crec pas que hagi sigut un accident!") pronunciada per la Julie Zirbner.
Al principi, la sèrie va ser considerada un fracàs per la crítica. El nombre mitjà d’espectadors, però, va acabar voltant els 1,3 milions, de manera que ORF va decidir de continuar la producció de la sèrie.
La majoria dels episodis es van filmar als municipis de Faistenau, a Salzburg, i a Zell am Moos, a l'Alta Àustria.

## Repartiment[2]
| Die vier "Begräbnisweiber"           | |                                                      |           |
| Julie Zirbner                        | Vídua; a partir del final de la tercera temporada amistançada amb en Raphael Dorn. | Adele Neuhauser                                      | 1-        |
| Maria Salchegger                     | Hostelera; a partir de la tercera temporada casada amb en Valentin Salchegger. | Brigitte Kren                                        | 1-        |
| Sabine Schösswender                  | Secretària de la comunitat i alcaldessa a partir de la temporada 7. | Martina Poel                                         | 1-        |
| Henriette Caspar                     | Muller del professor de medecina assassinat en el primer episodi; anomenada "Henni" o "Frau Professor"; deixa la sèrie a l'inici de la segona temporada. | Gaby Dohm                                            | 1-2       |
| Mona Brand                           | Metgessa; deixa la sèrie al final de la segona temporada. | Stephanie Japp                                       | 2         |
| Lola Brand                           | Metgessa, deixa la sèrie a principis de la temporada 4. | Julia Stinshoff                                      | 3-4       |
| Philippa „Pippa“ Sponring            | Filla de la Julie Zirbner i d'en Toni Steiger, marxa de sa família adoptiva i torna al poble. | Miriam Stein                                         | 4-8       |
| Nebendarsteller                      | |                                                      |           |
| Andreas „Andi“ Paulmichl (†)         | Agent de policia, cap de policia a partir de la temporada 3; A l'inici de la temporada 7 és assassinat per la seva estimada. | Raimund Wallisch                                     | 1-6       |
| Toni Steiger                         | Carter que a partir de la temporada 4 es fa policia, Pare de la Pippa Sponring. | Gerhard Greiner                                      | 1-        |
| Franzi Deng                          | Cuiner i gourmet, fill de la Maria Deng i d'en Pepperl Nothdurfter, ex de la Sabine Schösswender, amb qui torna a partir de l'episodi „Fensterlsturz“. | Michael Ostrowski                                    | 1-        |
| Rocco Schösswender                   | Fill de la Sabine Schösswender i d'en Franzi Deng. | David Knöbl, Lukas Schwaiger, David Christopher Roth | 1, 2-3, 6 |
| Pepperl Nothdurfter                  | Alcalde (fins a la meitat de la temporada 3) i pare d'en Franzi Deng. | Georges Kern                                         | 1-        |
| Maria „Mitzi“ Nothdurfter (†)        | Muller de l'alcalde, alcaldessa des de mitjan 3a temporada fins a la 6a. | Brigitte Jaufenthaler                                | 1-7       |
| Edith Brunner                        | Infermera d'urgències fins a la 3a temporada; Prostituta a partir de la temporada 4 i propietària del bordell „Saustall“. | Gabriela Schmoll                                     | 1-        |
| Valentin Salchegger                  | Hosteler, casat amb la Maria Salchegger, té una aventura amorosa amb la Gerti Zeilinger. | Charly Rabanser                                      | 1-        |
| Josef Brigl (†)                      | Agent d'assegurances i assessor de finances. Se suïcida a la tercera temporada. | Serge Falck                                          | 1-3       |
| Helmut „Heli“ Bacher                 | Director del banc. En relació amb el suïcidi d'en Brigl, la seva dona assassina l'escombriaire Prinz. | Carl Achleitner                                      | 1-3       |
| Isolde Bacher / Kupfner              | Assalariada i muller de la Heli Bacher. | Viktoria Schubert                                    | 1-3       |
| Reinhold „Scheich“ Pfirlinger        | Amo de la benzinera, la qual ven a la tercera temporada. | Elmar Drexel                                         | 1-3       |
| Dorfpfarrer Pilsudski                | Pastor del poble que és cridat a anar al Vaticà. | Sebastian Konrad                                     | 1-3       |
| Petra Patterer                       | Agent de policia que té una relació amb l'Andi Paulmichl; al final de la quarta temporada se'n va embarassada a ca la seva germana a Islàndia; a la cinquena temporada es revela que no torna al poble.                                                                | Nike van der Let                                     | 3-4       |
| Raphael Dorn (†)                     | Pastor (temporada 3), a partir de la temporada 4 esdevé amant de la Julie Zirbner. Mor a l'inici de la sisena en un accident de cotxe, però fa aparicions en les quals estableix diàlegs amb la Julie al llarg de la temporada.                                        | Harald Schrott                                       | 3-6       |
| Wiebke Elsbeth Freifrau von Lüttwitz | Cambrera nascuda a Saxònia que a partir de la quarta temporada treballa com a prostituta. A la sisena temporada el pastor la deixa embarassada. | Marion Reiser                                        | 3-7       |
| Herta Siegwald (†)                   | Policia de tret fàcil i substituta de la Petra Patterer a partir de la temporada 4; a partir de la sisena temporada esdevé amistançada d'en Toni Steiger; a l'episodi 55 és asfixiada amb un coixí per la germana del policia a qui va disparar quan estava de servei. | Angelika Richter                                     | 4-8       |
| Anton Prinz                          | Pastor procedent del Voralberg, successor d'en Raphael Dorn. | Markus Linder                                        | 4-        |
| Gerti Zeilinger (†)                  | Perruquera beata que té una aventura amorosa amb en Valentin Salchegger. Mor a la cinquena temporada després d'una caiguda provocada per una pela de plàtan. | Dagmar Kutzenberger                                  | 4-5       |
| Dr. Kleinhansl                       | Metge d'urgències i pare de família que a la sisena temporada es trasllada a Ilm. | Thomas Stipsits                                      | 6-        |
| Lassacher (Lasse)                    | Electricista i, a partir de la temporada 6, amistançat de la Pippa. | Andreas Kiendl                                       | 1-8       |
| Alois Schedl (Sauschedl)             | Pagès. | Andreas Giebel                                       | 7         |
| Franz Unterholzer                    | Alcalde d'Oberilm. | Christoph Krutzler                                   | 8-        |
| Klara Unterholzer (†)                | Muller, de nacionalitat alemanya, de l'alcalde d'Oberilm. | Elena Uhlig                                          | 8-        |
| Oberholzer                           | Cap de policia d'Oberilm. | Christian Strasser                                   | 8-        |
| Gudrun Oberholzer                    | Secretària i muller del cap de policia d'Oberilm. | Karin Lischka                                        | 8-        |
| Roswitha Drey                        | Mestressa de la benyzinera d'Oberilm | Doris Hindinger                                      | 8-        |
| Robert Frigutschnig (Frosti)         | Conductor de camions refrigerats i amic de la Drey. | Michael Fuith                                        | 8-        |
| Bernadette Gaultier                  | Segrestadora, de nacionalitat francesa, d'en Franzi. | Isabel Karajan                                       | 8         |
| Peggy                                | Campingplatzbesitzerin von Oberilm. | Barbara Wussow                                       | 8         |
| Uschi Spatz                          | Cantant d'opereta que s'assembla molt a la Mitzi. | Brigitte Jaufenthaler                                | 9         |

## Directors[2]
La direcció canvia segons la temporada.
| Direcció                            | Temporades |
| ----------------------------------- | ---------- |
| Harald SICHERITZ                    | 1          |
| Wolfgang Murnberger                 | 1-4, 6 i 7 |
| Andreas Prochaska                   | 1 i 4      |
| Claudia Jüptner-Jonstorff           | 2          |
| Walter Bannert                      | 3          |
| Andreas Kopriva                     | 5          |
| Michael Riebl                       | 5          |
| Sabine Derflinger                   | 6          |
| Wolfgang Murnberger Andreas Kopriva | 9          |

## Llista d'episodis[3]
| Emissió | Temporada | Episodi | Títol            |
| ------- | --------- | ------- | ---------------- |
| 1       | 1         | 01      | Herzkasper       |
| 2       | 1         | 02      | Nebelsuppe       |
| 3       | 1         | 03      | Naturtrüb        |
| 4       | 1         | 04      | Vatermord        |
| 5       | 1         | 05      | Warm abgetragen  |
| 6       | 1         | 06      | Künstlerpech     |
| 7       | 1         | 07      | Mondsüchtig      |
| 8       | 1         | 08      | Trockenschwimmer |
| 9       | 1         | 09      | Drachentöter     |
| 10      | 1         | 10      | Liebessumpf      |
| 11      | 2         | 01      | Schutzengel      |
| 12      | 2         | 02      | Rattengift       |
| 13      | 2         | 03      | Schlachtfest     |
| 14      | 2         | 04      | Scheinheilig     |
| 15      | 2         | 05      | Kopfüber         |
| 16      | 2         | 06      | Mundtot          |
| 17      | 2         | 07      | Blattschuss      |
| 18      | 2         | 08      | Zugeschüttet     |
| 19      | 3         | 01      | Baumsterben      |
| 20      | 3         | 02      | Blutsbande       |
| 21      | 3         | 03      | Sondermüll       |
| 22      | 3         | 04      | Totalschaden     |
| 23      | 3         | 05      | Fensterlsturz    |
| 24      | 3         | 06      | Feierabend       |
| 25      | 4         | 01      | Aufgespritzt     |
| 26      | 4         | 02      | Hexenwasser      |
| 27      | 4         | 03      | Liebesfalle      |
| 28      | 4         | 04      | Notlügen         |
| 29      | 4         | 05      | Kellerkinder     |
| 30      | 4         | 06      | Schweißtreiben   |
| 31      | 5         | 01      | Abgesoffen       |
| 32      | 5         | 02      | Mannsteufel      |
| 33      | 5         | 03      | Bauernschmaus    |
| 34      | 5         | 04      | Auferstanden     |
| 35      | 5         | 05      | Gottesurteil     |
| 36      | 5         | 06      | Zahltag          |
| 37      | 6         | 01      | Ausradiert       |
| 38      | 6         | 02      | Nachgeburt       |
| 39      | 6         | 03      | Totgepflegt      |
| 40      | 6         | 04      | Sündenbock       |
| 41      | 6         | 05      | Liebesknochen    |
| 42      | 6         | 06      | Dornenvogel      |
| 43      | 6         | 07      | Kurzschluss      |
| 44      | 6         | 08      | Schlussstrich    |
| 45      | 7         | 01      | Saumagen         |
| 46      | 7         | 02      | Gewissensbiss    |
| 47      | 7         | 03      | Himmelreich      |
| 48      | 7         | 04      | Denkzettel       |
| 49      | 7         | 05      | Hilfeschrei      |
| 50      | 7         | 06      | Kehraus          |
| 51      | 8         | 01      | Fluchtwelle      |
| 52      | 8         | 02      | Aufgetaucht      |
| 53      | 8         | 03      | Zweiundsiebzig   |
| 54      | 8         | 04      | Handkuss         |
| 55      | 8         | 05      | Wahnwitz         |
| 56      | 8         | 06      | Kälteschlaf      |
| 57      | 8         | 07      | Schmachtfetzen   |
| 58      | 8         | 08      | Schandgold       |
| 59      | 9         | 01      | Hirnverbrannt    |
| 60      | 9         | 02      | Lockvogel        |
| 61      | 9         | 03      | Menschenpferde   |
| 62      | 9         | 04      | Augenschein      |
| 63      | 9         | 05      | Faustrecht       |
| 64      | 9         | 06      | Untergriff       |
| 65      | 9         | 07      | Schlafpatrone    |
| 66      | 9         | 08      | Dankeschön       |

## Curiositats
- El nom del lloc fictici "Dorf Ilm" va ser derivat del nom de la productora cinematogràfica austríaca Dor Film.
- A partir de la quarta temporada, en Toni Steiger ja no és carter, sinó que esdevé agent de policia. Això fa al·lusió al fet que a Àustria el 2009/10 es va oferir a molts funcionaris de correus l'oportunitat de passar a la policia per alleujar els agents de policia "reals" de la seva feina d'oficina.[4][5]
- L'artista de cabaret bavaresa Monika Gruber apareix a l'episodi 1 de la quarta temporada com a convidada.
- A l'episodi 2 de la quarta temporada, s'hi fan moltes al·lusions a l'escàndol de corrupció d'Ernst Strasser. Strasser era un eurodiputat austríac que fou filmat el 2011 durant la investigació "Cash-for-Laws" quan va acceptar una oferta de dos grups de pressió (interpretats per periodistes britànics); aquest vídeo es va publicar un cop finalitzada la investigació. Cap al final de l'episodi, aquest esdeveniment és satiritzat amb una enredada a l'alcaldessa del poble.[6]
- Al primer episodi de la temporada 5, hi apareixen dos agents de la Kriminalpolizei, els noms dels quals fan referència a dos escriptors austríacs: l'agent masculí es diu Michael Köhlmeier, la dona Elfriede Jelinek.
- Al segon episodi de la sisena temporada, un home anomenat Konrad Bedenauer, distorsió del nom del primer canceller alemany Konrad Adenauer, apareix al poble.
- A la 7a temporada, la comissaria de policia del poble tanca, fent referència al “Dienststellenanpassungsplan 2014” de la ministra d’Interior austríaca, Johanna Mikl-Leitner, en el transcurs del qual es van tancar nombroses comissaries d'arreu d'Àustria.[7]
- Al tercer episodi de la temporada 7, el bisbe Limburg-Elster visita el poble, fent referència a Franz-Peter Tebartz-van Elst.